# Coelidium flavum
Coelidium flavum là một loài thực vật có hoa trong họ Đậu. Loài này được Granby mô tả khoa học đầu tiên.